# Seschathotep
Seschathotep (Seschat-hotep auch Hetepseschat, Hetep-seshat), mit zweiten Namen Heti genannt, war ein hoher Beamter in der Zeit der altägyptischen 5. Dynastie. Er trug unter anderem die Titel Leiblicher Sohn des Königs, Vorsteher aller Arbeiten des Königs und Größter der Zehn von Oberägypten. Möglicherweise war er auch Wesir und hatte damit das höchste Staatsamt, nach dem König, inne. 
Sein Grab (G 5150/ LG 36) befindet sich auf dem so genannten Westfriedhof, dem größten Gräberfeld auf dem Pyramidenplateau von Gizeh. Die Kultkapelle der Mastaba ist dekoriert. In Serdab sowie im Grabschacht fanden sich Teile einer Statue, die heute zur Sammlung des Kunsthistorischen Museums in Wien (Inventarnummer ÄS 7788) gehört. Die Inschriften darauf sind nur zum Teil erhalten, darunter der Titel Wesir. Vom Namen sind keine Spuren mehr vorhanden. Laut Hermann Junker bestehen Zweifel, ob diese Statue Seschathotep zuzuschreiben ist oder eventuell sein Vater dargestellt wird.
Seschathoteps Gemahlin hieß Meretites. Eine weitere im Grab genannte Frau ist Hepetek. Diverse Kinder sind im Grab dargestellt: Mereretites, Sechenetka, Nesedjerka, Heti. Die Mastaba ist nicht mit einem Königsnamen datiert, wird aber von der Forschung dem Ende der 4. oder dem Beginn der 5. Dynastie zugerechnet.